# Hyaleucerea costinotata
Hyaleucerea costinotata là một loài bướm đêm thuộc phân họ Arctiinae, họ Erebidae.